# Cuestión del azufre
La cuestión del azufre fue una crisis política entre el Reino de las Dos Sicilias y el Reino Unido.

## Desarrollo
Sicilia poseía el 90% de las reservas mundiales de azufre, mineral indispensable para la industria química de la época, particularmente la de los explosivos. 
En 1816 se firmó entre Londres y Nápoles un tratado de comercio y rápidamente los mercaderes británicos se apresuraron a comprar ventajosamente casi toda la producción de azufre de la isla. 
Fernando II decidió neutralizar la situación concediéndole el comercio del azufre a una sociedad comercial francesa, que ofrecía pagar el doble que los británicos. 
Las relaciones entre el Reino Unido y las Dos Sicilias se deterioraron, y el primer ministro Lord Palmerston decidió enviar una flota de guerra al Golfo de Nápoles. Fernando II ordenó la movilización general en espera de un ataque, contando con el apoyo de Austria, pero esta negó su apoyo al reino meridional.
Fernando II se vio obligado a firmar un tratado que cancelaba el contrato con la sociedad francesa y a pagar por las pérdidas económicas británicas durante el período que este había durado.